# Lycaena mcdunnoughi
Lycaena mcdunnoughi är en fjärilsart som beskrevs av Gunder 1927. Lycaena mcdunnoughi ingår i släktet Lycaena och familjen juvelvingar. Inga underarter finns listade i Catalogue of Life.